# Jean-Louis Raduit de Souches
Le comte Jean-Louis Raduit de Souches, né le 16 août 1608 à La Rochelle (Aunis, France) et décédé le 12 août 1682 à Jevišovice (margraviat de Moravie), est un général en chef du Saint-Empire romain germanique.

## Biographie
D'une famille noble huguenote de l'Aunis, fils de Jean Ratuit, sieur des Barres, et de Marguerite de Bourdigale, il grandit dans la maison de ses parents située rue Chef-de-Ville à La Rochelle. Les terres de Baires et des Ouches (qui dérivera en de Souches) se situent sur l'île de Ré.
Il quitte la France en 1629, après le siège de La Rochelle, poussé par les persécutions dont sont victimes les siens, et se rend en Suède, où il s'engage pendant un temps dans l'armée suédoise.
Finalement, il quitte la Suède et s'engage dans l'armée du Saint Empire romain germanique, sur lequel règnent les Habsbourg, et qu'il sert alors durant toute la Guerre de Trente Ans.
Le 14 mars 1645, l'empereur Ferdinand II lui donne le commandement de la ville de Brünn. Fort de son expérience acquise lors du siège de sa ville natale, Jean-Louis Raduit de Souches, alors colonel, organise rapidement les défenses de la ville. En moins de six semaines, il fait procéder à la réparation des remparts, au creusement des fossés, à la création d'un passage souterrain permettant notamment d'approvisionner la ville en eau. Il fait également araser le terrain autour du château, afin d'éliminer les abris potentiels dont pourrait se servir un assaillant, et fait d'importantes provisions de nourriture et de munitions.
Le 3 mai 1645, les Suédois, commandées par le général Lennart Torstenson commencent le siège de Brünn, cette dernière étant un obstacle sur la route de Vienne. Les troupes suédoises sont composées de 28 000 hommes équipés des armes les plus modernes, dont de l'artillerie, et ont reçu en sus le renfort de 10 000 hommes de la part du duc Georges Rakoczi. Pour toute armée, Brno dispose de 1 476 hommes, dont 426 soldats de métier, ainsi que d'un renfort de 400 cavaliers envoyés par le maréchal Hieronymus von Colloredo (de).
Après 112 jours de siège infructueux, la ville étant bien préparée, le général Torstensson décide de lancer une vaste offensive contre la ville le 15 août 1645, jour de l'Assomption de la Vierge Marie, ce qui galvanise les défenseurs qui parviennent à repousser l'offensive et à contre-attaquer l'ennemi en plusieurs points. La défense de Brünn est exceptionnelle, et le 23 août 1645, les suédois lèvent le siège sans être parvenus à prendre la ville. En comparaison, la ville d'Olomouc a été prise en 4 jours, celle d’Iglau en une seule journée, et que Znaïm s'est rendue sans combattre.
En récompense de cette victoire héroïque, Jean-Louis Raduit de Souches est nommé général par l'empereur, qui l'élève chevalier d'Empire et lui offre une récompense de 10 000 florins. Il se voit également confier le commandement d'un deuxième régiment de l'armée impériale.
En 1647, après avoir repoussé les Suédois de l'Autriche, il est nommé commandant de Moravie et de Brünn. L'empereur lui accorde le titre de comte et l'autorise à acheter le domaine de Jaispitz, dans la région de Znaïm, alors abandonné et qu'il rend riche et prospère. Il crée une bibliothèque contenant plus de 3 000 ouvrages au château de Jevišovice (de), où il réunit également une remarquable collection d'armes.
Il organise les fortifications de la Moravie, de la Silésie et de la Haute-Hongrie. Il prend part aux guerres contre les Turcs sur le front hongrois et conquiert la ville de Nitrie le 3 mai 1664. Il bat à deux reprises les armées ottomanes : une première fois à Zsarnóca (16 mai 1664) et une seconde fois de façon déterminante à la bataille de Léva le 19 juillet 1664.
Il meurt à l'âge de 74 ans, à Jaispitz, près de la ville de Znaïm et est inhumé dans l'église Saint-Jacques de Brno, où sa sépulture a été richement décorée par le sculpteur Jan Christian Pröbstl.
Il avait épousé Anna Dorothea von Hofkirchen, petite-fille de Wolfgang von Hofkirchen (de), 

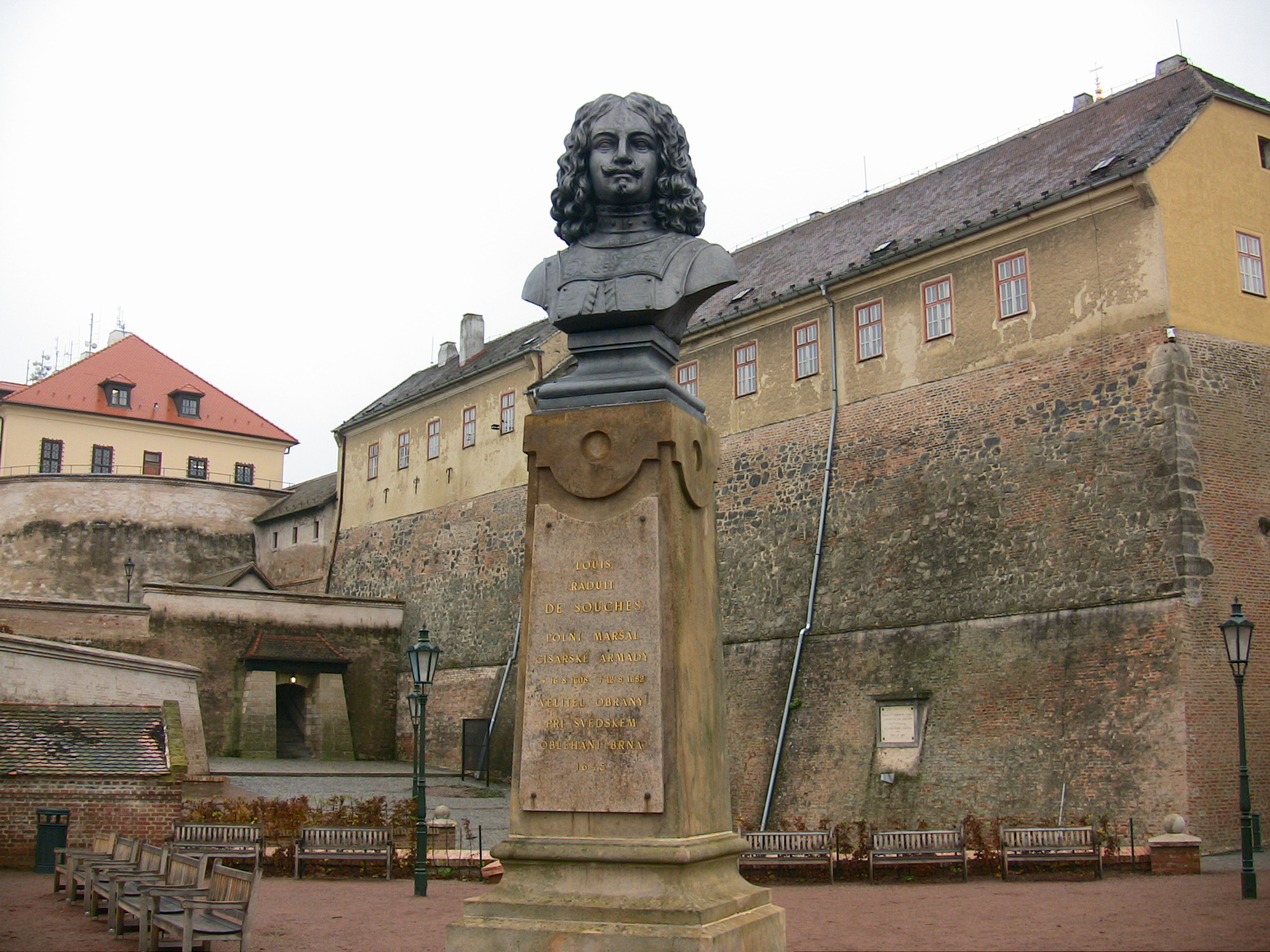
Buste de Jean-Louis Raduit de Souches à Brno en Moravie (région orientale de la République tchèque).
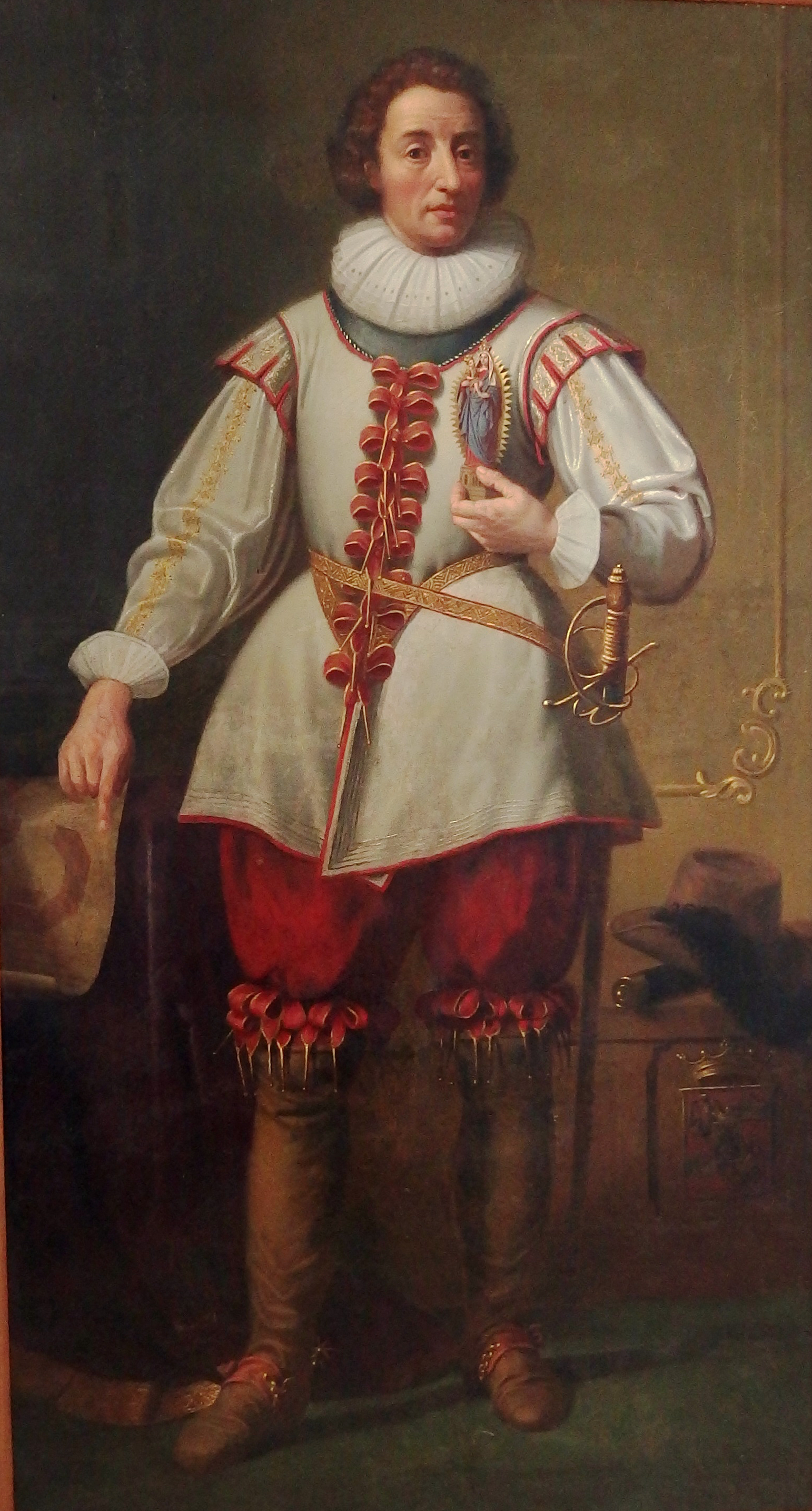
Portrait de Jean-Louis Raduit de Souches.
Portrait de Jean-Louis Raduit de Souches, par Jan de Herdt (en).jpg

## Sources
- Petr Klapka :  " J.L. Ratuit de Souches  , de la Rochelle au service  des Habsbourg " .  Honoré Champion 2015   thèse de doctorat